# Teenager

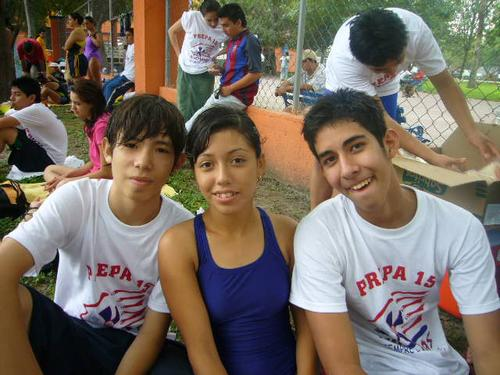
Teenager in Mexiko

Das Wort Teenager [ˈtiːnˌeɪdʒə(ɹ)], verkürzt auch Teen, stammt aus dem Englischen und bezeichnet eigentlich einen Menschen, der mindestens 13 (thirteen) und höchstens 19 (nineteen) Jahre alt ist, umfasst aber manchmal (fälschlicherweise) auch jüngere und ältere Menschen. Die Zahlen 13 bis 19 enden im Englischen auf „teen“, die Endung „ager“ bezieht sich auf das englische Wort age für (Lebens-)Alter. Das englische Adjektiv teenage bedeutet jugendlich.

## Geschichte
Die Bezeichnung Teenager wurde ab etwa Mitte der 1930er Jahre in den USA gebraucht und setzte sich Mitte der 1940er Jahre dort endgültig durch. Als teenager  bezeichnete man im Englischen „boys and girls between the ages of 12 and 20“ mit gelegentlicher Ausdehnung auf Jugendliche bis zum Alter von 22 Jahren.
Nach anderen Angaben wurde das Wort teen-ager in den USA erstmals 1941 in Zusammenhang mit dem Verbot von Kinderarbeit verwendet. Der Bindestrich wurde später weggelassen. Das Life Magazin schrieb 1944 einen Artikel über “Teen-Age Girls: They Live in a Wonderful World of Their Own”.
Das Aufkommen der neuen Definition Jugendlicher als Teenager war eng verknüpft mit der sich entwickelnden Konsumgesellschaft und dem steigenden Interesse an jungen Menschen als Zielgruppe des modernen Marketings.
Nach dem Zweiten Weltkrieg setzte sich der Begriff binnen kurzer Zeit in Europa und bedingt durch die US-amerikanische Besetzung besonders schnell in Westdeutschland durch. Die männlichen amerikanischen Soldaten meinten mit dem Begriff Teenager in den 1950er Jahren junge Mädchen.
Ursprünglich bezeichnete das deutsche maskuline Fremdwort Teenager deswegen
- ausschließlich „ein junges Mädchen im Alter von dreizehn bis neunzehn“,[11]
- also eine „Halbwüchsige, ein junges Mädchen zwischen 13 und 19 Jahren“[12]
- beziehungsweise „eine weibliche Jugendliche im Pubertätsalter“[13]
- oder allgemein „Mädchen zwischen 13 und 19 Jahren.“[14][15]

Erst ab der 16. Auflage von 1967 änderte der Duden seine Definition in „Mädchen im Alter zwischen 13 und 19 Jahren; gelegentlich auch auf Jungen bezogen“ (beziehungsweise „gelegentlich auch von Jungen gesagt“) und fügte das neue Stichwort Teen hinzu mit der Definition: „Umgangssprachlich für Junge oder Mädchen im Alter zwischen 13 und 19 Jahren.“ In der 25. Auflage kommt es 2009 zur Gleichberechtigung mit der Erklärung „umgangssprachlich für Junge oder Mädchen im Alter zwischen 13 und 19 Jahren“, jedoch mit dem neuen Stichwort Teeni oder Teeny für einen jüngeren, besonders weiblichen Teen.
1991 definierte die Duden-Redaktion den Teenager einfach als „Halbwüchsige[r]“.

## Definitionen
Mädchen dieses Alters wurden bis in die 1960er Jahre umgangssprachlich manchmal auch mit dem als veraltet geltenden Wort Backfisch bezeichnet.
Männliche Jugendliche, die durch Imponiergehabe auffielen oder Ansätze zu kriminellem Verhalten zeigten, nannte man bis in die frühen 1970er Jahre hinein im westlichen Deutschland Halbstarke (mit einem Beiklang von Rowdy). Jedoch ist diese Bezeichnung veraltet und den meisten jungen Leuten in ihrem ursprünglichen Zusammenhang nicht mehr bekannt.
Klischeehaft werden Teenager insbesondere in Teeniefilmen als quirlig und emotional labil dargestellt, was wohl auf Probleme der Pubertät anspielen soll.
Der Begriff Jugendlicher ist ein Terminus im Jugendrecht, wonach u. a. die Strafmündigkeit bzw. die Anwendung des Jugendstrafrechts zugeordnet wird (14 bis 17 Jahre). 
Der Übergang zwischen Kindheit über Jugendlicher und Heranwachsender (18 bis 20 Jahre) zum Erwachsensein heißt Adoleszenz.